# Someone's Watching Over Me
"Someone's Watching Over Me" é uma canção gravada pela cantora norte-americana Hilary Duff para seu terceiro álbum de estúdio auto-intitulado (2004). Foi lançada pela Hollywood Records como o segundo single do disco somente para a Austrália. A canção foi escrita por Kara DioGuardi e John Shanks, este último que também produziu a música.

## Antecedentes e composição
A música foi escrita por DioGuardi e Shanks para o filme Raise Your Voice, no qual Duff é a protagonista. No filme, que se passa em uma escola de artes cênicas, a personagem de Duff, Terri, escreve a música com seu colega Jay, interpretado por Oliver James, e a apresenta no auge do filme na frente dos alunos, funcionários e pais.
Musicalmente, "Someone's Watching Over Me" é uma canção pop com ritmo moderado, movendo-se a um ritmo de 78 batidas por minuto. Escrita em Dó♯m, a canção tem a sequência de C#m—F#m—B—B/G♯—G#m—G#/C como sua progressão de acordes. Liricamente, a música fala sobre "acreditar, mesmo que tudo dê errado, que alguém está olhando".

## Recepção
Segundo Paul Broucek, vice-presidente executivo de música da New Line Cinema, em novembro de 2004, "Someone's Watching Over Me" foi uma das possíveis candidatas do estúdio para uma indicação ao Oscar de Melhor Canção Original na 77.ª edição. O jornal Herald Sun escreveu a respeito de "Someone's Watching Over Me", que concedeu apenas uma estrela: "Sim, isso seria Lindsay Lohan. Elas são produtoras de "single-white-femaling" quando se trata de música, embora Duff tenha entrado primeiro com o polido soft rock inspirado em Avril. No entanto, essa balada carregada de positividade é uma droga." O jornal The Sunday Telegraph publicou uma avaliação de duas estrelas da canção, escrevendo que "A forte enxaqueca começou em algum lugar ao redor dos versos: 'Eu vi um raio de luz/E ele está brilhando em meu destino" [...] uma dose contagiante e infecciosa de empoderamento adolescente feito sob medida."

## Desempenho comercial
"Someone's Watching Over Me" não conseguiu entrar na Billboard Hot 100. Em 27 de julho de 2014, a canção já havia vendido 238 mil cópias digitais nos Estados Unidos. Fora dos Estados Unidos, durante a semana do lançamento de rádio do single na Austrália em janeiro, foi a quinta música mais adicionada às playlists das estações. Após o seu lançamento como single no mês seguinte, atingiu o número vinte e dois no ARIA Singles Chart e permaneceu nos 40 postos por nove semanas. O lado B do single é um cover de "My Generation" do The Who.

## Vídeo musical
A cena com a apresentação do filme Raise Your Voice serviu como o vídeo musical do single, que estreou no programa Rage da ABC Broadband em meados de janeiro de 2005.

## Faixas e formatos
CD single
1. "Someone's Watching Over Me" – 4:11
2. "My Generation" – 2:41

## Posições
| Tabela musical (2005)   | Melhor posição |
| ----------------------- | -------------- |
| Austrália (ARIA Charts) | 22             |